# Андреа ди Николо
Андреа ди Николо, или Андреа ди Николо ди Джакомо (на италиански: Andrea di Niccolo; ок. 1440, Сиена – 1514, там) – италиански художник, от Сиенска школа.

## Биография
Андреа ди Николо е сиенски художник от втори ред. Точната дата на неговото раждене е неизвестна. В сиенските архивни документи Андреа ди Николо фигурира от 1462 до 1514 г. В документите се съобщава, че през 1469 г. той се жени за Анжелика ди Франческо ди Микеле, през 1470 г. заедно с Джовани ди Паоло извършва някакви художествени дейности в болницата „Санта Мария делла Скала“ в Сиена. През същата година работи над табернакъл (дарохранителница) за Ораторио делла Кампаня ди Сан Бернардино. През 1477 г. той изписва помещение от Ораторио с фрески със сцени от живота на Света Лучия, а през февруари 1509 г. е бил свидетел по дело на някой си Нерочо ди Бенедето.